# Sitio de Mantua (1799)
El sitio de Mantua (1799) fue un asedio de cuatro meses de duración a la ciudad del mismo nombre, llevada a cabo por el ejército austríaco para recuperar el control del norte de Italia después de ser repelidos de esa región por Napoleón Bonaparte en el exitoso asedio francés de Mantua en 1797. En abril de 1799, los austriacos hicieron un bloqueo alrededor de Mantua en la campaña italiana de la Guerra de la Segunda Coalición con la intención de sofocar la defensa francesa por desgaste. Mientras que la disminución de suministros y las pérdidas debilitaron al ejército francés, los austriacos recibieron refuerzos y atacaron el 4 de julio de 1799. A finales de mes, los franceses acordaron rendirse.

## Preludio
En 1799, la fortaleza de Mantua en el río Mincio en el norte de Italia estaba en mal estado. Fue comandado por el teniente general vizconde François-Philippe de Foissac-Latour (1750-1804) y guarnecido por una multiétnica fuerza de 10.000 hombres, que incluía franceses, polacos (legionarios polacos bajo el general Józef Wielhorski), italianos (República de Alba y República Cisalpina), unidades suizas y alemanas. Desde el comienzo de su misión, Foissac-Latour, un ingeniero, estaba convencido de que la fortaleza sería indefendible ante cualquier asedio serio.

## Asedio
En abril, las fuerzas austriacas se acercaron a Mantua y comenzaron su asedio. Al principio, los austriacos se limitaban a simplemente bloquear la fortaleza, sin embargo, posteriormente los hostigaron con duelos de artillería y escaramuzas ocasionales, el desgaste comenzó a afectar a los defensores. Así, los defensores se vieron debilitados por la disminución de los suministros de alimentos, mientras que la moral se vio socavada por la falta de pago.
El 18 de junio, los franceses sufrieron una derrota en la batalla de Trebbia y, en consecuencia, los austriacos pudieron moverse con más decisión contra Mantua. El 4 de julio, el asedio entró en una nueva etapa, con la llegada de refuerzos austríacos y el aumento de la fuerza sitiadora de 8.000 a 40.000. Los austríacos estaban al mando del general húngaro Barón Pal von Kray, un experto en artillería. El bombardeo de artillería fue constante. El 24 y 25 de julio comenzó el asalto; y los austriacos avanzaron lentamente durante los siguientes días. El 27 de julio, Foissac-Latour comenzó a negociar los términos de la rendición.

## Capitulación
Los austriacos acordaron liberar a la mayor parte de la guarnición francesa, pero reteniendo a los oficiales durante tres meses, y haciendo prometer a los soldados que no tomaran las armas hasta que concluya el intercambió de prisioneros. Sin embargo, en un protocolo secreto, los austriacos exigieron la soberanía total sobre los "desertores del ejército austríaco". Después de las protestas de los oficiales polacos (que temían que debido a las particiones recientes de Polonia en las que Austria ganó el control sobre partes de Polonia, los austriacos podrían querer tomar la custodia de los legionarios polacos) el negociador austríaco aclaró oficialmente que se referían a los desertores del actual ejército austríaco o los ex soldados austriacos que prestaban servicio en el ejército de la República Cisalpina.
El 30 de julio, las tropas francesas y aliadas abandonaron la fortaleza. Las tropas de la guarnición se dividieron en unidades francesas y no francesas (de las cuales los polacos todavía constituían 1.800 hombres); los soldados austríacos que observaban la marcha de las tropas de guarnición no francesas recibieron permiso para agredir físicamente a los "reconocidos" como desertores y la mayoría de ellos finalmente fueron arrestados. Oficiales polacos, particularmente los de la partición austriaca, fueron obligados a alistarse en el ejército austríaco o deportados a la Polonia dividida, y un destino similar les sucedió a los suboficiales polacos y soldados regulares, muchos de los cuales también se vieron obligados a sufrir castigos físicos al ser golpeados con varas. Esto marcó el final de la Segunda Legión de las Legiones Polacas. Foissac-Latour fue posteriormente criticado por los polacos por lo que consideraban una "traición", pero también por los franceses: por su rendición, el propio Napoleón ordenó que Foissac-Latour fuera eliminado de la lista de generales y le prohibió llevar uniforme militar.